# Arskrippana
L'Arskrippana (anciennement appelé Krippana) est un musée où sont présentées des crèches. Il se trouve à la frontière belgo-allemande dans la province de Liège et fait partie de l'Ardenner Cultur Boulevard (de). Avec ses 2 500 m2 d'espace d'exposition, l'établissement de la Krippana GmbH, à Bullange, constitue la plus grande exposition de crèches en Europe. Ce musée, placé sous l'égide de l'évêque de Liège, montre des représentations de la Nativité anciennes, modernes, monumentales ou minuscules.

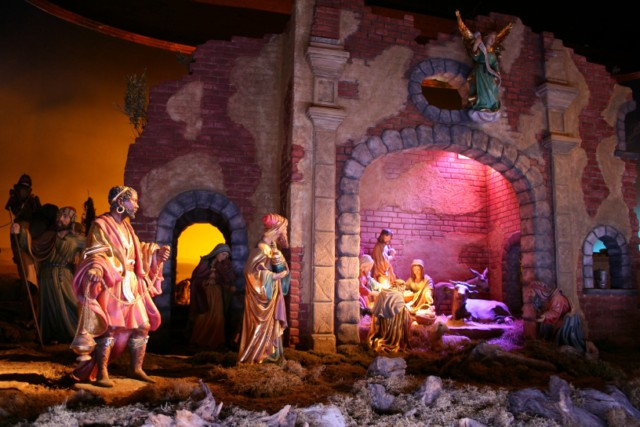
Crèche du Tyrol du Sud.

## Historique

### Musée d'art religieux d'Arskrippana

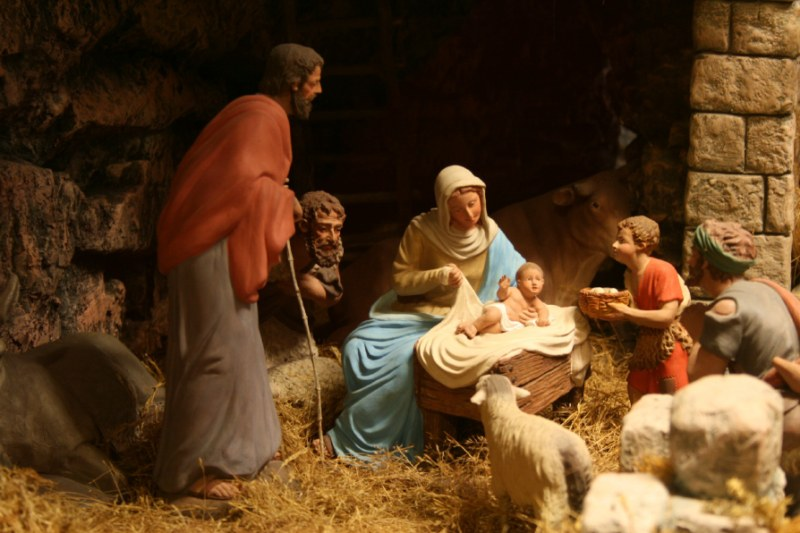
Crèche d'Espagne.

L'ouverture du musée a eu lieu en 1976 dans une ancienne laiterie d'un village de l'Eifel, Höfen. Au fil des ans, le bâtiment abritant les collections de crèches devient trop exigu. Un nouveau musée est construit et inauguré en 1989. Le musée de l'Arskrippana, qui est placé sous l'égide de l'évêque de Liège, se trouve désormais à Bullange (Hergersberg 1, B - 4760 Büllingen), près de Manderfeld du côté belge, et tout proche de Losheim du côté allemand, à proximité de la frontière belgo-allemande, aux confins de la région verviétoise et de l'Allemagne.
En décembre 1997, Krippana expose deux cents crèches dont certaines sont grandioses, comme celle sur fond de Rome antique mesurant près de dix mètres de côté, d'autres minuscules, telle la plus petite crèche du monde qui ne dépasse pas quatre millimètres. Une autre est constituée de 27 380 allumettes.
En décembre 2008, une exposition intitulée "Crèches de Noël en verre", montre 80 œuvres d'artistes verriers internationaux : copies de la Chapelle Saint-Étienne du Dôme de Cologne, Nativité style Tiffany...
En décembre 2012, l'Arskrippana présente plus de 500 crèches et objets d'art du monde entier : des crèches monumentales, des crèches miniatures ne pouvant être observées qu'à la loupe, faites de plâtre, de bois, de métal, de céramique, de cailloux et divers autres matériaux, .
Le musée d'art religieux d'Arskrippana, qui constitue la plus grande exposition de crèches de l'Europe, présente des crèches de Noël provenant d'églises, de cathédrales, d'abbayes, de basiliques, de chapelles et de couvents du monde entier,, réparties sur une superficie de plus de 2 500 m2, et propose « un tour du monde original des scènes de la Nativité ».
Cette exposition d'art sacré et populaire est constituée de crèches anciennes et modernes issues de cultures et d'horizons diversifiés. La majeure partie des collections, provenant de prêts, est renouvelée chaque année. L'idée d'une exposition de crèches dans un lieu où le public peut les voir durant toute l'année émane des frères Hans et Hubert Scheins, fondateurs du musée, et de Friedrich Jansen, organisateur des expositions, membres de l'association des amis de la crèche d'Aix-la-Chapelle. Après le décès d'Hubert Scheins et celui de Friedrich Jansen, Anna Balter voulut perpétuer la tradition. « On veut vraiment jouer sur l'interculturalité et la découverte, ce n'est pas l'aspect religieux qui prime. » (Julia Hanf, d'Ars Krippana). 
Parmi les crèches exposées à l'Arskrippana, on peut voir des crèches d'Espagne, d'Italie, de Provence (France), , , du Brésil, d'Allemagne, de Malte, de Belgique, des Pays-Bas, du Mexique, de Taïwan, de Singapour..., des crèches du bout du monde, mais aussi de Stavelot ou de Banneux, ainsi que des crèches mécaniques et une crèche à l'air libre avec des animaux vivants, .
Diverses expositions temporaires dédiées à un culte ou un thème liturgique se déroulent tout au long de l'année.

### Crèche de Sicile
La crèche de Sicile, créée pour le pape Jean-Paul II et exposée en 1987 dans les salons du Vatican, est restaurée par le Liégeois Michel Vincent, spécialiste mondial en la matière et collectionneur, qui commence à travailler à Krippana en 1991, puis devient conservateur de ce musée de 1998 jusqu'en 2005. « Réaliser une crèche, peu importe son origine, demande beaucoup de connaissances, "dans des domaines très divers, comme l'histoire de l'art, la théologie, la sculpture," [...] » (Michel Vincent).
Michel Vincent est l'auteur du livre Krippana : la magie de la crèche, où il retrace, dans la première partie, « les différents éléments de la crèche-étable, leur caractère symbolique et les changements, fruits de l'exégèse et de la pratique religieuse [...] », .
La crèche de Sicile, représentant une place villageoise, est prêtée, avec une quinzaine d'autres crèches, au centre commercial Belle-Île de Liège en décembre 2001.

### Les œufs de Pâques
L'Arskrippana propose également des vitrines spécifiques, telle l'exposition des œufs de Pâques. Michel Vincent, conservateur, en donne l'explication : « Il existe des crèches qui représentent les épisodes de la Passion [...] L'œuf est aussi considéré comme symbole de la résurrection. Avec l'ouverture vers les pays de l'Est, on a en outre découvert un art traditionnel. ».

### Association des amis de la crèche, Belgique
Le musée de la crèche Arskrippana abrite le siège de l'association des amis de la crèche, Belgique.

## Autres expositions

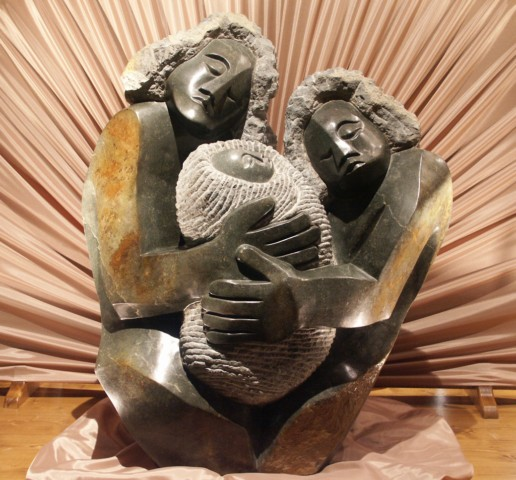
Sculpture de l'art shona

Dans les bâtiments de l'Ardenner Cultur Boulevard sont présentées des œuvres de l'art shona (Ars-Shona) : sculptures en serpentine, pièces uniques taillées par des artistes au Zimbabwe, ainsi que des expositions temporaires.
On peut également y découvrir l'Arsfigura, un spectacle de marionnettes réalisé en un mois par une quinzaine d'artisans, spectacle où des poupées anciennes évoluent dans un décor d'antan : maisons à colombages style années 1850. Poupées et peluches sont mises en scène dans leur salon, leur chambre ou leur épicerie. 
On y voit aussi des poupées ethnologiques en provenance de diverses tribus africaines et une exposition de 650 boîtes à musique mécaniques.
À proximité de l'Arskrippana, on découvre l'exposition de l'Arstecnica qui comporte, sur deux mille mètres de rails, une centaine de trains à commande numérique traversant des paysages spécialement aménagés.

## Accès
Losheim en Eifel est situé à environ 70 km au nord de Trèves, 70 km au sud d'Aix-la-Chapelle et 85 km de Liège, à la frontière germano-belge, plus précisément à 10 m de la frontière allemande, dans la région boisée du Haut-Eifel (Rhénanie du Nord-Westphalie - NRW), non loin du Luxembourg.